# 国家档案和记录管理局
（縮寫：NARA），是美國政府獨立機構，负责收存所有美国官方历史记录。并负责發布國會法案、總統文告和行政命令及维护联邦法规的副本。

## 历史
1934年6月19日，时任美国总统罗斯福签署法令，建立「国家档案馆」。
国家档案资料馆每天都接待许多访客，2005年9月29日，阿里娅·谢成為了美国国家档案馆第一百万名参观者。
数字化时代为国家档案馆带来了新的机遇，让全世界那些永远没机会来国家档案馆的人们都能查阅国家档案馆收藏的资料。后来，还有数据化资料：维基和博客、电邮，这些都记录了政府的工作。如何确定哪些具有长期保存价值，对国家档案馆是一个挑战：保存纸类资料，只需控制温度与湿度就可以保证它们数百年完整无缺（还有光照、空气质量等因素）；数据化资料（介质包括光盘、磁带、移动硬盘及U盘等）因较为容易被破坏，且格式可能因年代而改變，保存工作较为困难与复杂。
第45任美國正副總統川普與彭斯於2021年1月20日卸任後，他們的官方推特帳號@POTUS與@VP移交給拜登與賀錦麗，原本任內的推文則歸檔至@POTUS45與@VP45，並由国家档案和记录管理局負責維護。

## 设施及展览

### 国家档案馆大楼
1935年開館，位于华盛顿的国家广场宪法大街北侧。
美国历史上的重要文献包括独立宣言、美国宪法和人权法案的原件都收藏于美国国家档案馆，不过并不是所有政府文件都要保存：大约只有百分之1至百分之3被认为有永久保存价值，多年累积下来的档案也已经多达90亿件以上了。美国国家档案馆有各种形式的档案有影片、地图、影像、待解密的機密資料等等，还有大量的纸张档案。

### 新馆
非正式称为「第二档案馆」，1994年建立的新馆，位于馬里蘭大學學院市分校附近，土地由該校捐贈。

## 区域机构

### 地域資料館
- 阿拉斯加州安克雷奇，太平洋阿拉斯加地区
- 加州尼古湖，太平洋地区
- 加利福尼亚州圣布鲁诺，太平洋地区
- 科罗拉多州丹佛市，落基山地区
- 佐治亚州亚特兰大，东南地区
- 伊利诺伊州芝加哥市，五大湖地区
- 伊利诺伊，国家人事档案中心
- 马萨诸塞州波士顿，东北地区
- 马萨诸塞州皮茨菲尔德，东北地区，缩微胶片研究室
- 密苏里州堪萨斯城
- 密苏里州圣路易斯市，国家人事档案中心
- 纽约州纽约市，东北地区
- 宾夕法尼亚州费城，大西洋中部地区
- 得克萨斯州沃思堡，西南地区
- 华盛顿州西雅图，太平洋阿拉斯加地区

### 总统图书馆
- 赫伯特·胡佛总统图书馆，爱荷华州
- 富兰克林·罗斯福总统图书馆，纽约海德公园
- 杜鲁门总统图书馆，密苏里
- 艾森豪威尔图书馆，堪萨斯州阿比林
- 约翰·肯尼迪总统图书馆，马萨诸塞波士顿
- 林登·约翰逊总统图书馆，德克萨斯州奥斯汀市
- 理查德·尼克松总统图书馆和博物馆，加利福尼亚州约巴林达
- 杰拉尔德·福特总统图书馆，密歇根州安阿伯
- 吉米·卡特总统图书馆，乔治亚州
- 罗纳德·里根总统图书馆，加州西米谷
- 乔治·布什总统图书馆，得克萨斯
- 威廉·克林顿总统图书馆，阿肯色州小石城
- 小布什总统中心，德州达拉斯

### NARA伙伴基金
- 俄克拉何马州历史学会 - 俄克拉何马州俄克拉何马城
- 新墨西哥国家记录中心 - 新墨西哥州圣达菲
- 西点军校 - 纽约州西点
- 宾夕法尼亚州档案馆历史档案办公室 - 宾夕法尼亚州哈里斯堡
- 美国海军学院威廉·杰弗里斯纪念档案馆 - 马里兰州安纳波利斯
- 黄石国家公园档案馆 - 黄石国家公园
- 美国国会图书馆印刷和摄影部 - 华盛顿特区
- 美国政府印刷局 - 华盛顿特区
- 美国内政部国家公园管理局HABS（美国歷史建造物調査）/HAER（美国歷史工学記録） - 华盛顿特区